# 山崎栄次郎
山崎 栄次郎（やまざき えいじろう、1911年〈明治44年〉4月17日 - 1987年〈昭和62年〉2月3日）は、日本の政治家。東京都墨田区長（3期）。甥は墨田区長を4期務めた山崎昇。

## 来歴
富山県西礪波郡西野尻村（のち福野町、現・南砺市）出身。小学校卒業後は東礪波郡福野町（現・南砺市）役場に就職する。その後、上京し、目白商業学校（現・目白研心中学校・高等学校）で学ぶ。東京市向島区役所に入り、戦時中に召集され、ソ連軍に抑留される。戦後、帰国し、墨田区役所に復帰。1963年〈昭和38年〉墨田区助役に就任。1974年〈昭和49年〉に区長となる。
翌1975年〈昭和50年〉区長公選制復活で墨田区長選挙に立候補し、当選。区長を3期務める。在任中の1978年〈昭和53年〉に隅田川花火大会を復活させ、翌1979年〈昭和54年〉には、「不燃建築物建築助成制度」を発足させた。さらに、蔵前（台東区）にあった国技館を相撲の地の両国に建設することを提案、奔走の末、1985年〈昭和60年〉1月に両国国技館が完成した。
1987年〈昭和62年〉1月に健康問題を理由に次期区長選挙への不出馬を表明。2月3日に心不全で死去した。